# Jean II de Mecklembourg-Werle-Güstrow
Jean II de Mecklembourg-Werle-Güstrow dit le Chauve, (en allemand: Johann II von Mecklenburg-Werle-Güstrow), décédé le 27 aout 1337. Il fut coprince de Mecklembourg-Werle de 1283 à 1337, prince de Wenden (c'est-à-dire des Wendes)  en 1314 et de Güstrow en 1316 jusqu'à sa mort.

## Famille
Fils cadet de Jean Ier de Mecklembourg-Werle-Parchim et de son épouse Sophie de Lindow (†1304), fille du comte Gunther de Lindow.

### Mariage et descendance
En 1318, Jean II de Mecklembourg-Werle-Güstrow épousa Mathilde de Brunswick-Grubenhagen, fille du duc Henri Ier de Brunswick-Grubenhagen. Ils ont quatre enfants :
- Nicolas III de Mecklembourg-Werle-Güstrow, prince de Werle-Güstrow
- Bernard II de Mecklembourg-Werle-Waren, prince de Werle-Waren de 1337 à 1382, en 1341, il épousa Élisabeth de Schleswig-Plön ( †1391), (fille du comte Jean III de Schleswig-Plön).
- Sophie de Mecklembourg-Werle-Güstrow (1329-1364), en 1345 elle épousa le duc Albert IV de Saxe-Bergedorf ( †1343), veuve, elle épousa en 1345 le duc Barnim IV de Poméranie ( †1365)
- Anne de Mecklembourg-Werle-Güstrow, elle entra dans les ordres

À la mort de son frère ainé Nicolas II de Mecklembourg-Werle-Güstrow, la principauté de Werle-Güstrow fut partagée, Jean II reçut Werle-Güstrow en 1316 et son neveu et homonyme, Jean III de Mecklembourg-Werle-Goldberg reçut le Werle-Goldberg. En 1337, sa mort est à l'origine de la lignée Werle-Güstrow, une branche cadette de la lignée de Mecklembourg-Werle.

## Généalogie
Jean II de Mecklembourg-Werle-Güstrow appartient à la seconde branche (Mecklembourg-Werle) issue de la première branche de la Maison de Mecklembourg. Cette seconde lignée s'éteignit avec Guillaume de Mecklembourg-Werle-Güstrow en 1436.